# Максима Акунья
Максима Акунья — перуанська натуральна фермерка й еколог, яка відома своєю боротьбою за те, щоб залишитися на землі, розшукуваній для нової шахти, шахти Конга, витримуючи роки насильницького залякування з боку Newmont Mining Corporation і Buenaventura (гірничодобувна компанія), за що вона отримала Екологічну премію Голдмана 2016 року.

## Життєпис
Максима Акунья — перуанська ткаля  і натуральна фермерка, що живе у віддаленому місті Північного нагір’я Перу. У 1994 році Акунья та її чоловік купили 27 га землі в Трагадеро-Гранде, район Сорочуко, провінція Селендін, департамент Кахамарка. Ділянка знаходилася за три години їзди від головного міста Селендін на шляху до одного з чотирьох озер, до яких шукала доступ шахта Янакоча, щоб розширитися до відкритої шахти Конга. У 2015 році Корпорація Newmont Mining заявила, що придбала майно у місцевих громад ще у 1997 році.
У 2011 травні року крихітний будинок Акуньяс з трави та землі був зруйнований, коли гірничі інженери з Янакочі, приватні охоронці та поліцейські зрівняли її з землею. Її повідомлення про злочин поліція Сорочуко приймати відмовилася. Другий раз відновлене житло було зруйноване у серпні 2011 року. Під час акції  були побиті до втрати свідомості Максима та її дочка, свідком чого став її чоловік.  Про інцидент сім’я повідомила прокурора Челендінського району та надала йому судово-медичні фотографії та відеозйомками. Але безрезультатно.
У 2012 році протести проти кар'єру Конга набули масового характеру. У відповідь у липні цього д року було вбито п'ятьох протестувальників. 21 жовтня Акунья «закликала протестувальників залишитися на своїй землі». Через тиждень її було засуджено до виплатити Янакочі 200 солей (близько 70 доларів США), зобов'язання залишити свою землю протягом 30 днів і до трьох років ув’язнення (відстроково) за незаконний сквоттинг. Її апеляції у 2012 та 2014 роках були безуспішними, і суди підтвердили первинне рішення про сквоттинг.
5 травня 2014 року Міжамериканська комісія з прав людини (IACHR) Організації американських держав звернулася до уряду Перу з проханням вжити запобіжних заходів для 46 лідерів громад та спільнот, включаючи сім'ю Акуньї.
У грудні 2014 року скаргу Ньюмонта про кримінальне звинувачення проти Акуньї було відхилено, а в лютому 2015 року сили безпеки знищили фундамент будівлі на місці запланованого будинку Акуньї. Протести проти цього рішення поширилися в Лімі та за кордоном. На її захист мобілізувалася Amnesty International. Міжамериканська комісія з прав людини надала Акуньям юридичний супровід, але держава не вжила жодних заходів.
На запитання, чи вплинуло на неї вбивство Берти Касерес, вона відповіла: «[...] це не причина для мого страху – це не мотив для нас припинити воювати, перестати захищатися».
Станом на квітень 2016 року корпорація Newmont продовжує претендувати на право власності, заявляючи, що вона «здійснює володіння ділянкою, враховуючи ділянку, яку нещодавно розорала родина». 18 вересня 2016 року на Акунью та її партнера в їхньому будинку напали головорізи, які, як вважається, працювали на Newmont.

## Особисте життя
Бруклінський журналіст описав Акунью, яка має зріст менше 5 футів, як «погану бабусю, яка протистояла великому видобутку». Газета Cajamarca назвала її «Dama de las lagunas», схожою на персонажа Розендо Макуї з роману Сіро Алегрії «El mundo es ancho y ajeno» («Широкий і чужий світ»).

## Відзнаки
У квітні 2016 року Акунья, якій тоді було 47 років, отримала екологічну премію Голдмана 2016 року за її мирну активність щодо шахти Конга від Newmont Mining Corporation.

## Подальше читання
- Максима Акунья, la campesina peruana "heredera" de la activista asesinada Берта Касерес. [Архівовано 17 серпня 2016 у Wayback Machine.] BBC 18 квітня 2016 року.

## Зовнішні посилання
- Агуас Де Оро [Архівовано 12 січня 2016 у Wayback Machine.] Сімона Карніно, Історія Максими Акуньї, 2015 (італійською), MAIS